# Strzegowa (województwo wielkopolskie)
Strzegowa (dawniej Strzegow; niem. Strzegower Krug) – wieś w Polsce położona w województwie wielkopolskim, w powiecie ostrowskim, w gminie Nowe Skalmierzyce, w Kaliskiem, ok. 5 km od Nowych Skalmierzyc, ok. 10 km od Kalisza.

## Podział administracyjny
| SIMC    | Nazwa     | Rodzaj    |
| ------- | --------- | --------- |
| 0204760 | Glapiniec | część wsi |

Miejscowość przynależała administracyjnie przed 1793 do powiatu kaliskiego, następnie do powiatu odolanowskiego. W latach 1975–1998 do województwa kaliskiego, a w latach 1887–1975 i od 1999 do powiatu ostrowskiego.

## Historia
Nazwa dzierżawcza wsi pochodzi od imienia Strzeg (Strzeżymir).
Znana od 1399 jako własność rycerska, wymieniana w źródłach pisanych jako Strzegowo, Strzegow. W latach 1416–1427 dochodziło kilkakrotnie do rozgraniczana wsi z Gostyczyną.
Strzegowa w XVI w. obejmowała obszar 14 łanów i była jedną z większych wsi regionu. W 1579 wieś była w posiadaniu rodziny Potworowskich.
Według Słownika geograficznego Królestwa Polskiego z 1890 Strzegowa i Glapiniec, tworzyły okręg wiejski o powierzchni 116 ha – 18 domów i 207 mieszkańców, a obszar dworski liczył 5 domów i 65 mieszkańców i zajmował powierzchnię 481 ha.

## Komunikacja publiczna
Dojazd autobusami MZK Ostrów Wielkopolski, linia podmiejska nr 20 (Ostrów Wielkopolski – Strzegowa – Nowe Skalmierzyce).